# Morocco Tennis Tour 2008
Il Morocco Tennis Tour 2008 è stato un torneo di tennis facente parte della categoria ATP Challenger Series nell'ambito dell'ATP Challenger Series 2008. Il torneo si è giocato a Rabat in Marocco dal 5 all'11 maggio 2008 su campi in terra rossa e aveva un montepremi di $42 500+H.

## Vincitori

### Singolare
Thomaz Bellucci ha battuto in finale  Martín Vassallo Argüello con il punteggio di 6–2 6–2

### Doppio
Guillermo García López /  Mariano Hood hanno battuto in finale  Marc Fornell /  Caio Zampieri con il punteggio di 6–3 6–2